# كاظم داشي
صخر كاظم داشي أو قلعة كاظم خان قلعة وصخر تاريخي يعود إلى عصر الدولة الإلخانية، وتقع في مقاطعة أرومية.